# Cissus albida
Cissus albida är en vinväxtart som beskrevs av Jacques Cambessèdes. Cissus albida ingår i släktet Cissus och familjen vinväxter. Inga underarter finns listade i Catalogue of Life.